# مرزی‌لی
مرزی‌لی (به لاتین: Mərzili) یک منطقه مسکونی در جمهوری آذربایجان است که در شهرستان آق‌دام واقع شده است. مرزی‌لی ۲۲۳۱ نفر جمعیت دارد.